# Vidalići
Vidalići (italsky Vidalici) je malá vesnice a přímořské letovisko v Chorvatsku v Licko-senjské župě, spadající pod opčinu města Novalja. Nachází se na ostrově Pag, asi 5 km jihovýchodně od Novalje. V roce 2011 zde trvale žilo celkem 22 obyvatel.